# Con te partirò
Con te partirò (italsky „S tebou odejdu“) je píseň napsaná Francescem Sartorim (hudba) a Luciem Quarantottem (slova). Poprvé byla představena Andrem Bocellim na Festivalu italské písně v roce 1995.
Druhá verze Time to Say Goodbye (anglicky „Čas říct si sbohem“), zpívána částečně v angličtině, byla představena v roce 1996 Andrem Bocellim a anglickou sopranistkou Sarah Brightmanovou a zaznamenala velký úspěch napříč Evropou.

## Pozice v hitparádách
„Con te partirò“
| Hitparáda (1996–97)                          | Pozice na hitparádě |
| -------------------------------------------- | ------------------- |
| Belgie (Ultratop 50 Flanders)                | 1                   |
| Belgie (Ultratop 50 Wallonia)                | 1                   |
| Francie (SNEP)                               | 1                   |
| Nizozemí (Dutch Top 40)                      | 18                  |
| Hitparáda (2007)                             | Pozice na hitparádě |
| Velká Británie (The Official Charts Company) | 69                  |

„Time to say Goodbye“
| Hitparáda                                    | Pozice na hitparádě |
| -------------------------------------------- | ------------------- |
| Belgie (Ultratip Flanders                    | 6                   |
| Francie (SNEP)                               | 25                  |
| Irsko (IRMA)                                 | 1                   |
| Německo (Official German Charts)             | 1                   |
| Nizozemí (Dutch Top 40)                      | 8                   |
| Rakousko (Ö3 Austria Top 40)                 | 1                   |
| Švédsko (Sverigetopplistan)                  | 31                  |
| Švýcarsko (Schweizer Hitparade)              | 1                   |
| Velká Británie (The Official Charts Company) | 2                   |

V Česku nazpíval píseň Karel Gott pod názvem Sen v nás zůstává v roce 1997, nejprve sólově, ještě téhož roku pak pořídil nahrávku v duetu s Lucií Bílou. 